# Mordellistena inscripta
Mordellistena inscripta es una especie de coleóptero de la familia Mordellidae.

## Distribución geográfica
Habita en las Fiyi.